# Béatrice Fontanel
Pour les articles homonymes, voir Fontanel.
Béatrice Fontanel, née à Casablanca le 11 août 1957, est à la fois iconographe et auteure de nombreux livres illustrés consacrés à la vie quotidienne, de plusieurs ouvrages de fiction et de recueils de poèmes.

## Biographie
Après des études de lettres, et une maîtrise sur l'écrivain argentin Julio Cortázar, elle devient journaliste à Bayard Presse.
En 2009, elle obtient le prix du Premier roman du Doubs  et le prix Jean d'Heurs du roman historique puis, en 2010, le prix Claude-Farrère de l'écrivain combattant, pour L’Homme barbelé. Ce roman historique, basé sur son aïeul le capitaine Ferdinand Bouvier et qui met en évidence « comment l'histoire s'écrit, s'oublie et se réécrit, quelles traces se déposent dans les mémoires au long de ces processus », est salué par la presse pour sa « remarquable justesse ».
Les thèmes de prédilection que l'auteure explore dans son travail artistique sont l'histoire, la nature, les arts et la vie quotidienne.

## Œuvre
- Béatrice Fontanel, Le Travail des sculpteurs, Gallimard, 1993.
- Béatrice Fontanel, L’Épopée des bébés, La Martinière, 1999.
- Béatrice Fontanel, Explorations minuscules, La Pie voleuse, 2000.
- Béatrice Fontanel, La Maison, Seuil, 2001.
- Béatrice Fontanel, L’Éternel féminin, Seuil, 2001.
- Béatrice Fontanel, Chauves-souris, Lodi, 2001.
- Béatrice Fontanel et Daniel Wolfromm, Quand les artistes peignaient l’histoire de France, Seuil, 2002.
- Béatrice Fontanel, Comme neige (poésie), Seuil, 2002.
- Béatrice Fontanel, La Ménagère cannibale (poésie), Seuil, 2003.
- Béatrice Fontanel et Marc Boutavant, Mathilde et les petits papiers, Actes Sud, 2003.
- Béatrice Fontanel, Bébés animaux, Milan, 2003.
- Béatrice Fontanel, Le Manchot, Milan, 2003.
- Béatrice Fontanel et Frédérick Mansot, La Maison douce (livre avec CD audio), Actes Sud, 2003.
- Béatrice Fontanel et Pierre Touron, A la ferme, Tourbillon, 2003.
- Béatrice Fontanel et Claire de Gastold, Auguste le Galibot et la mélodie de l'espoir, Actes Sud Junior, 2004.
- Béatrice Fontanel, La Parade des musiciens, Actes Sud, 2004.
- Béatrice Fontanel et Amélie Jockowski, Anna et le nouveau monde, Actes Sud Junior, 2004.
- Béatrice Fontanel, Jacques Moreau et Daniel Wolfromm, 1914-1918, nous étions des hommes, La Martinière, 2004.
- Béatrice Fontanel, La Voix des masques, Palette, 2004.
- Béatrice Fontanel, Au fil des saisons, Milan, 2004.
- Béatrice Fontanel, Éloges des nuages, La Martiniere, 2005.
- Béatrice Fontanel et Marc Boutavant, Gustave Taloche, roi de la bagarre, Actes Sud, 2005
- Béatrice Fontanel, La vie quotidienne en peinture, La Martinière, 2005.
- Béatrice Fontanel, Sculptures ou créatures, Palette, 2005.
- Béatrice Fontanel, Michel Toulet et Daniel Wolfromm, Grèves : un siècle de conflits ouvriers en France, La Martinière, 2006.
- Béatrice Fontanel et Domina, Wolfgang Amadeus Mozart (livre avec CD audio), Gallimard Jeunesse, 2006.
- Béatrice Fontanel et Marc Boutavant, Mon copain Bogueugueu, Gallimard Jeunesse, 2006.
- Béatrice Fontanel, Henry IV le roi de la tolérance, Gallimard Jeunesse, 2006.
- Béatrice Fontanel et Séverin Millet, Dominos de mots, Actes Sud Junior, 2006.
- Béatrice Fontanel, De toutes les formes, les formes dans l'art, Palette, 2007.
- Béatrice Fontanel, Mais que fait ce bébé, Palette, 2007.
- Béatrice Fontanel et Maurice Pommier, Elisabeth Ire, Gallimard Jeunesse, 2007.
- Béatrice Fontanel, Histoire de France racontée par les peintres, Gallimard Jeunesse, 2007.
- Béatrice Fontanel, Mais que fait ce chat?, Palette, 2007.
- Béatrice Fontanel, L’Odyssée des musées, La Martinière, 2007.
- Béatrice Fontanel et Marc Boutavant, Bogueugueu entre en sixième, Gallimard Jeunesse, 2007.
- Béatrice Fontanel, Art bizarre !, Palette, 2007.
- Béatrice Fontanel et Antoine Guilloppé, Grand corbeau, Sarbacane, 2007.
- Béatrice Fontanel, Bébés animaux, Milan, 2007.
- Béatrice Fontanel, Tout et son contraire !, Palette, 2008.
- Béatrice Fontanel, De toutes les matières, Palette, 2008.
- Béatrice Fontanel et Caroline Dall'ava, Anatole le petit fantôme, Hachette Jeunesse, 2008.
- Béatrice Fontanel et Maurice Pommier, L’Histoire de France dessinée, Gallimard Jeunesse, 2008.
- Béatrice Fontanel, La Musique des gitans (livre avec CD audio), Gallimard Jeunesse, 2008.
- Béatrice Fontanel, Autour du corps : le corps dans l'art, Palette, 2009.
- Béatrice Fontanel, Tous les paysages : le paysage dans l'art, Palette, 2009.
- Béatrice Fontanel, Ma première histoire de l’art, Palette, 2009.
  - Trad. en italien : La mia prima storia dell’arte, Edizioni Sonda, 2011  (ISBN 978-88-7106-620-2)
- Béatrice Fontanel, Premiers pas au Louvre, Palette, 2009.
- Béatrice Fontanel, First steps at the Louvre, Édition en anglais, Palette, 2009.
- Béatrice Fontanel, Gustave Taloche, roi de la bagarre, Actes Sud Junior, 2009.
- Béatrice Fontanel et Marc Boutavant, Bogueugueu va à Londres, Gallimard Jeunesse, 2009.
- Béatrice Fontanel, L’Homme barbelé, Grasset, 2009prix Claude-Farrère de l'écrivain combattant, en 2010[4].
- Béatrice Fontanel et Daniel Wolfromm, Petite histoire du préservatif, Stock, 2009.
- Béatrice Fontanel et Claire D'Harcourt, Bébés du monde, La Martinière, 2009.
- Béatrice Fontanel (ill. Éléonore Zuber), Le Voyage, Tourbillon, 2009.
- Béatrice Fontanel et Aurélia Fronty, Tristan et Iseult, Gautier-Languereau, 2009.
- Béatrice Fontanel et Olivier Balez, Sarbacane, Shéhérazade, 2010.
- Béatrice Fontanel, Nos maisons, du Moyen Âge au XXe siècle, Paris, Le Seuil, 2010.
- Béatrice Fontanel et Charlotte Gastaut-nature ouvrage=livre CD audio, La Musique brésilienne, les petits cireurs de chaussure, Galliamrd Jeunesse, 2011.
- Béatrice Fontanel et Alexandra Huard, La Chose, Sarbacane, 2011.
- Béatrice Fontanel, Tentacules et manivelles (poésie), La Table ronde, 2011.
- Béatrice Fontanel et Marc Boutavant, Boguegueu est amoureux, Gallimard Jeunesse, 2012.
- Béatrice Fontanel, Mon premier imagier d'art, Tourbillon, 2013.
- Béatrice Fontanel et Lucile Placin, À l’école arc-en-ciel, Rue du monde, 2013.
- Béatrice Fontanel, Mes zombis, Oskar, 2013.
- Béatrice Fontanel et Antoine Guilloppé, Les Petits Oiseaux, Naïve, 2013.
- Béatrice Fontanel et Céline Caneparo, Escargot rêve, Sarbacane, 2013.
- Béatrice Fontanel, Plus noire avant l’aube, Stock, 2014[5],[6].
- Hannah Arendt (bande dessinée), scénario de Béatrice Fontanel, dessins de Lindsay Grime, Naïve coll. « Grands destins de Femmes », 2015
- Béatrice Fontanel, De l’art dans mon assiette, Le Seuil, 2015
- Béatrice Fontanel, Le Petit Musée de Picasso, Gallimard Jeunesse, 2015Pépite du livre 2015[7], Catégorie livre d'art/ documentaire (Salon du livre et de la presse jeunesse de Montreuil)
- Béatrice Fontanel, Le Train d’Alger, Stock, 2016[8]
- Béatrice Fontanel et Alexandra Huard, Massamba : le marchand de tours Eiffel, Gallimard Jeunesse, novembre 2018 (ISBN 9782075089555).
- Béatrice Fontanel et Junko Nakaruma, Le Petit Cirque d'Anouchka, L'École des Loisirs, coll. « Mouche » (ISBN 9782211237963).
- Béatrice Fontanel et Lucile Placin, Capricieuse, L'Étagère du bas, septembre 2019 (ISBN 9782490253159).
- Béatrice Fontanel, Toute une histoire dans un tableau, Gallimard Jeunesse & Musée d'Orsay, novembre 2019 (ISBN 9782075135450).
- Béatrice Fontanel et Pauline Kalioujny, Au bout du monde et sans tomber, éditions Mango, coll. « Albums illustrés, 3-6 ans », janvier 2020, 64 p. (ISBN 978-27-4043-333-1).
- Béatrice Fontanel, Dans la tête de mon maître, Stock, 2020.